# Camille de Toledo
Camille de Toledo (Lió, 1976) és un conegut assagista francès. Va estudiar història, ciències polítiques, dret i literatura a París, va seguir la seva formació a la London School of Economics i es va traslladar a Nova York per estudiar-hi cinema i fotografia. En tornar a França, va fundar la revista Don Quichotte, en què va fer de fotògraf i d'editor. Entre els seus llibres destaquen: El haya y el abedul. Ensayo sobre la tristeza europea (Península, 2010); Vies pøtentielles (Editions du Seuil, 2011); En época de monstruos y catástrofes (Alpha Decay, 2012); L'Inquiétude d'être au monde (Verdier, 2012), i Oublier, trahir, puis disparaître (Editions du Seuil, 2014). Actualment col·labora amb regularitat per a la revista de filosofia, art i literatura Pylône. El 2008 va fundar la Societat Europea d'Autors per promoure una cultura de totes les traduccions, amb projectes com Finnegan's List i Secession.

## Publicacions
Assajos
- Archimondain Jolipunk ; confessions d'un jeune homme à contretemps, Calmann-Lévy, 2002
- Visiter le Flurkistan ou les illusions de la littérature-monde, PUF, 2008
- Le hêtre et le bouleau. Essai sur la tristesse européenne, Le Seuil, coll. «La Librairie du XXIe siècle», 2009
- Oublier, trahir, puis disparaître, Le Seuil, coll. «La Librairie du XXIe siècle», 2014

Novel·les
- L'Inversion de Hieronymus Bosch, Verticales, 2005 (En época de monstruos y catástrofes, Alpha Decay,[2] 2012)
- Vies et mort d'un terroriste américain, Verticales, 2007
- Vies pøtentielles, micro-fictions, Seuil, « La Librairie du XXIe siècle », 2011

Reculls
- Rêves, Oscar Philipsen, Éditions de La Martinière, 2003
- L'Inquiétude d'être au monde, Verdier, collection Chaoïd, gener 2012

Òpera
- La Chute de Fukuyama, amb música de Grégoire Hetzel, 2013